# Plymouth (Software)
Plymouth ist ein Bootsplash, der 2008 von Red Hat für die Linux-Distribution Fedora entwickelt wurde. Seit der Ubuntu-Version 10.04 Lucid Lynx wird Plymouth auch für den Boot-Vorgang von Ubuntu eingesetzt. OpenSUSE verwendet Plymouth ab Version 12.2.
Plymouth startet zu einem frühen Zeitpunkt im Boot-Prozess, noch vor dem Mounten der Dateisysteme, und bietet während des folgenden Boot-Prozesses grafische Animation.